# Atympanophrys
Genre
Atympanophrys est un genre d'amphibiens de la famille des Megophryidae.

## Liste des espèces
Selon Animal Diversity Web (19 novembre 2016)
- Atympanophrys shapingensis (Liu, 1950)
- Atympanophrys wawuensis (Fei, Jiang, and Zheng, 2001)
- Megophrys gigantica Liu, Hu, and Yang, 1960
- Megophrys nankiangensis Liu and Hu, 1966

## Systématique
Le genre Atympanophrys a été créé en 1983 par les herpétologues chinois Tian Wan-shu (d) et Hu Shuqin.

## Publication originale
- (zh) Tian & Hu, « [Taxonomic study on genus Megophrys, with descriptions of two new genera] », Acta Herpetologica Sinica, 1983, vol. 2, n. 2, p. 41-48.